# Szpikowanie
Szpikowanie – proces nadziewania mięsa (dziczyzny, wołowego, baraniego i cielęcego) cienkimi paskami słoniny, boczku lub szynki szpikulcem lub cienko zakończonym nożem, co ma chronić pieczeń przed wysuszeniem.